# Krzysztof Wawryn
Krzysztof Waldemar Wawryn (ur. 2 maja 1952 w Koszalinie) – polski inżynier, prof. dr hab. inż. nauk technicznych o specjalności systemy cyfrowe, sztuczne sieci neuronowe, rektor Politechniki Koszalińskiej w kadencjach 1999–2002 i 2002–2005.

## Życiorys
Ukończył studia w 1976 na Politechnice Gdańskiej. W 1985 uzyskał stopień naukowy doktora nauk technicznych na podstawie pracy „Rozmieszczanie elementów i wytyczanie połączeń drukowanych układów analogowych z uwzględnieniem elementów pasożytniczych”, a w 1992 stopień naukowy doktora habilitowanego nauk technicznych na Wydziale Elektroniki Politechniki Gdańskiej na podstawie pracy „Zastosowanie metod sztucznej inteligencji w projektowaniu analogowych układów CMOS”. W 1998 otrzymał tytuł profesora nauk technicznych. Odbył dwa staże naukowe, w Eindhoven University of Technology (Holandia) w 1988 roku i w Imperial College of Science, Technology and Medicine, University of London (Wielka Brytania) w 1990 roku. Prowadzi prace naukowo-badawcze w obszarze dwóch dyscyplin naukowych elektroniki i informatyki. Specjalizuje się w zakresie układów i systemów elektronicznych i ich projektowaniu metodami sztucznej inteligencji. Swój dorobek naukowy opublikował w ponad 170 pracach, w tym ponad 110 w międzynarodowych czasopismach i wydawnictwach konferencyjnych.
Zawodowo związany jest z Politechniką Koszalińską, na której przeszedł przez wszystkie szczeble kariery naukowej, związane także z kierowaniem uczelnią, poczynając od starszego asystenta w latach 1980–1985, poprzez adiunkta w latach 1985–1992, profesora nadzwyczajnego w latach 1992–1998, do profesora zwyczajnego od roku 1998, a także zastępcy dyrektora Instytutu Elektroniki w latach 1992–1993, prorektora ds. nauki i współpracy z zagranicą w latach 1993–1999 i rektora w latach 1999–2005. W roku 1989 współtworzył Instytut Elektroniki (od 2004 Wydział Elektroniki i Informatyki), a w kadencjach 1999–2002 i 2002–2005 był rektorem Politechniki Koszalińskiej. Od 1993 roku kieruje Katedrą Systemów Cyfrowego Przetwarzania Sygnałów. Od 1995 roku był przewodniczącym Rady Użytkowników KosMAN (Koszalińskiej Metropolitalnej Sieci Komputerowej). Jest ekspertem w Sekcji Sygnałów, Układów i Systemów Elektronicznych Komitetu Elektroniki i Telekomunikacji PAN oraz członkiem komitetów naukowych czasopism i konferencji krajowych i międzynarodowych.

## Ważniejsze publikacje
- Layout including parasitics for printed circuit boards, 1988[4][5]
- An artificial intelligence approach to analog circuit design, 1991[6][5]
- An artificial intelligence approach to active filter synthesis, 1992[7][5]
- A formal language description and inference strategy for analog circuit design, 1996[8][5]
- Current mode circuits for programmable WTA neural network, 2001[9][5]
- Low power programmable current mode circuits, 2003[10][5]
- A low power digitally error corrected 2.5 bit per stage pipelined a/d converter using current-mode signals, 2011[11][5]
- Low power 9-bit pipelined A/D and 8-bit self-calibrated D/A converters for a DSP system, 2013[12][5]
- A Competitive WTA ANN for Classification a Calorific Value of a Coal Fuel in Combustion Chambers Using FPAA, 2016[13][5]
- Prototyping of WTA ANNs using FPAA devices, 2017[14][5]